# Kobylniki (Góra)
Pour les articles homonymes, voir Kobylniki.
Kobylniki est une localité polonaise de la gmina de Wąsosz, située dans le powiat de Góra en voïvodie de Basse-Silésie.